# Microregione di Formiga
Formiga è una microregione del Minas Gerais in Brasile, appartenente alla mesoregione di Oeste de Minas.

## Comuni
È suddivisa in 8 comuni:
- Arcos
- Camacho
- Córrego Fundo
- Formiga
- Itapecerica
- Pains
- Pedra do Indaiá
- Pimenta